# Cabo Apostolos Andreas

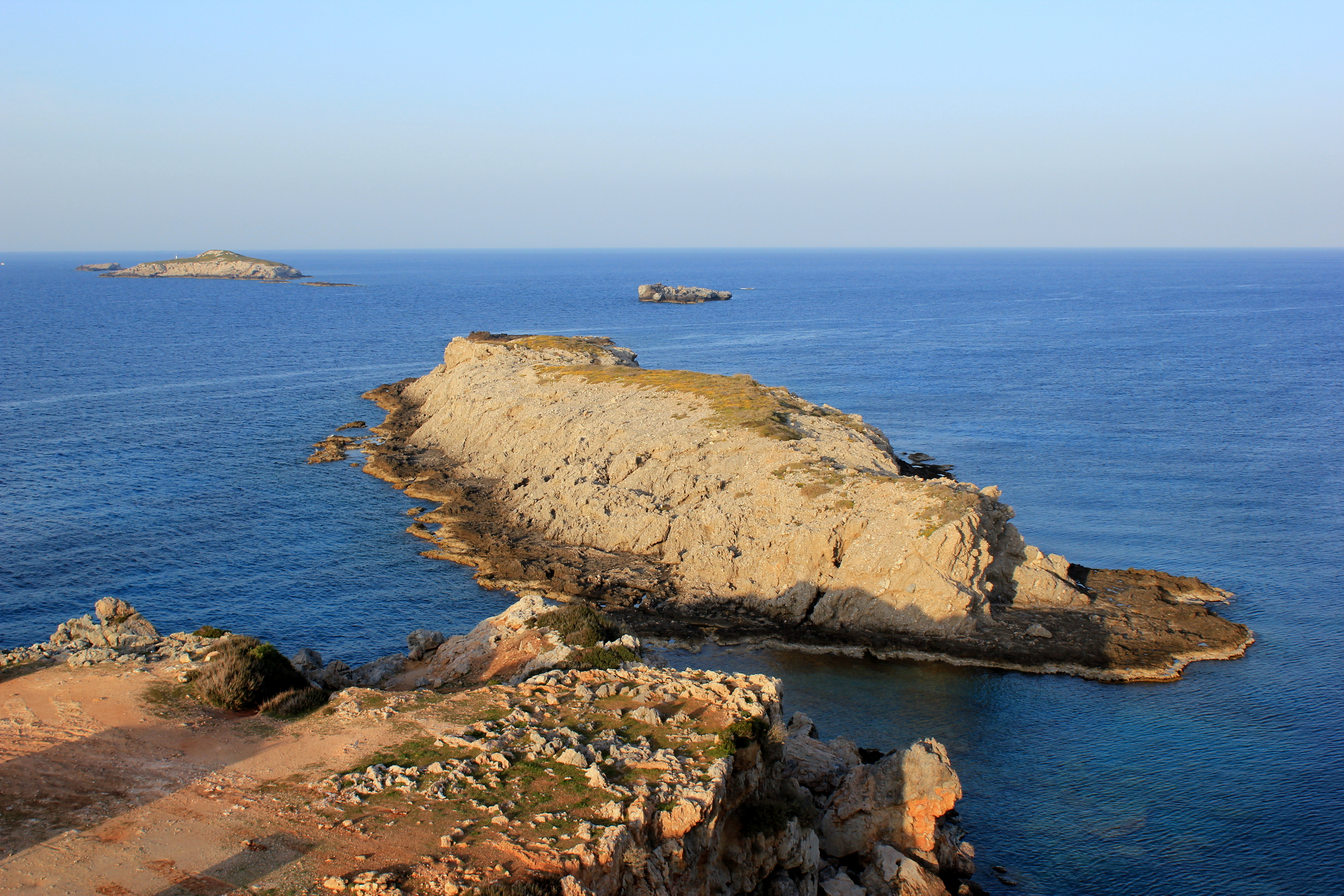
Cabo Apostolos Andreas

O cabo Apostolos Andreas (cabo de Santo André) é o extremo nordeste da península de Karpas e da ilha de Chipre.
A República Turca do Norte de Chipre denomina o promontório Zafer Burnu ("cabo Vitória").